# 国際熱帯農業研究所
国際熱帯農業研究所（英: The International Institute of Tropical Agriculture, IITA）は、アフリカでの飢餓、栄養失調、貧困、天然資源の枯渇といった問題に対し、農業面からの解決を目的として設立された非営利の研究開発機関である。本部は、ナイジェリアのオヨ州イバダン。国際農業研究協議グループに属している。

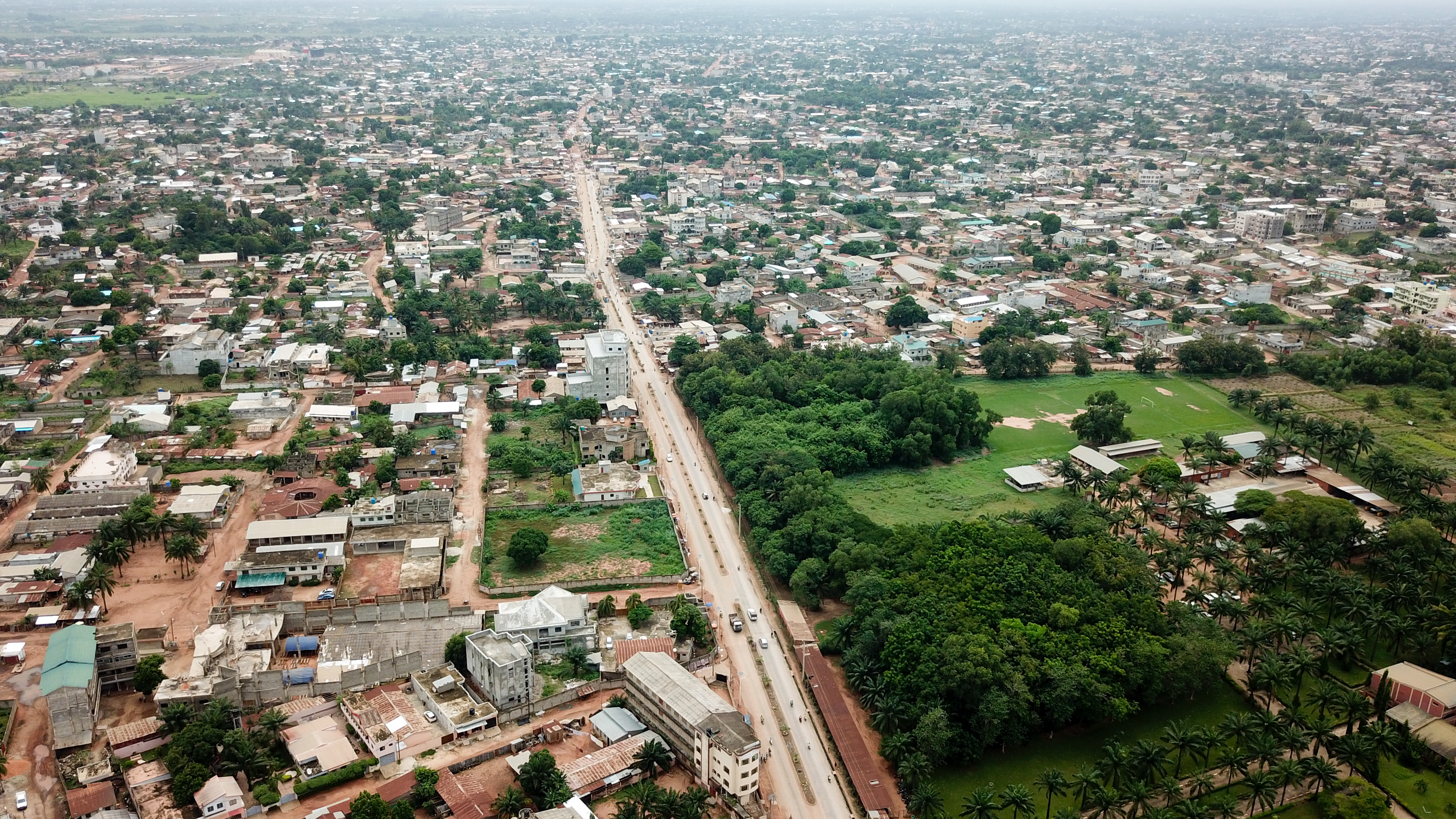
ベナンのアボメ・カラヴィにあるIATIの正面玄関。

## 概要
本部はナイジェリアのイバダンの郊外にある。

## 拠点
- ベナン
- カメルーン
- コンゴ民主共和国（ブカブ）
- ガーナ（アクラ）
- ガーナ（タマレ）
- ケニア
- マラウイ
- モザンビーク
- ナイジェリア（アブジャ）
- ナイジェリア（イバダン） - 本部
- ナイジェリア（カノ）
- タンザニア（アルーシャ）
- タンザニア（ダルエスサラーム）
- ウガンダ
- ザンビア

## ラムサール条約登録地

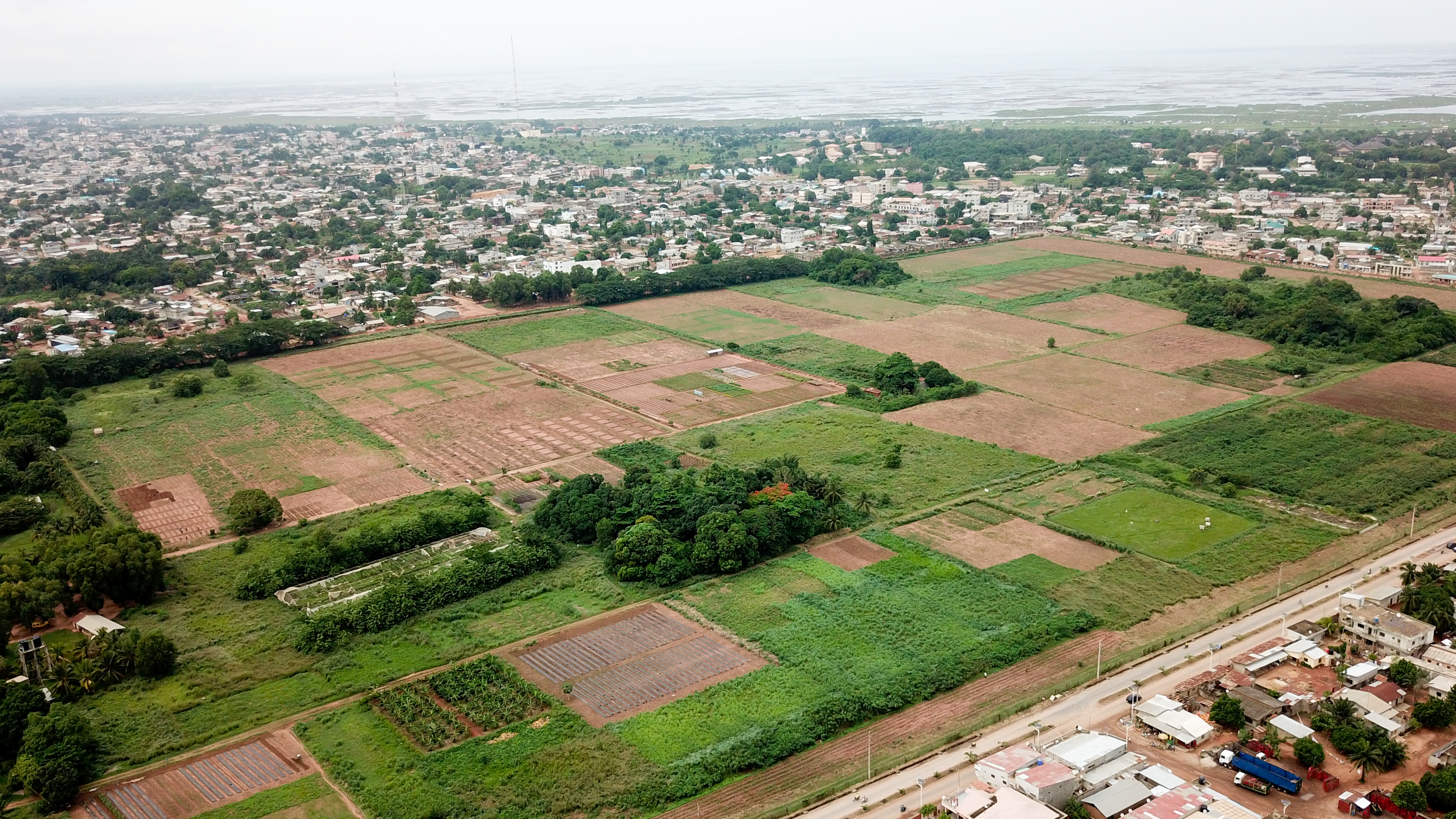
アボメ・カラヴィのIITA栽培地域。

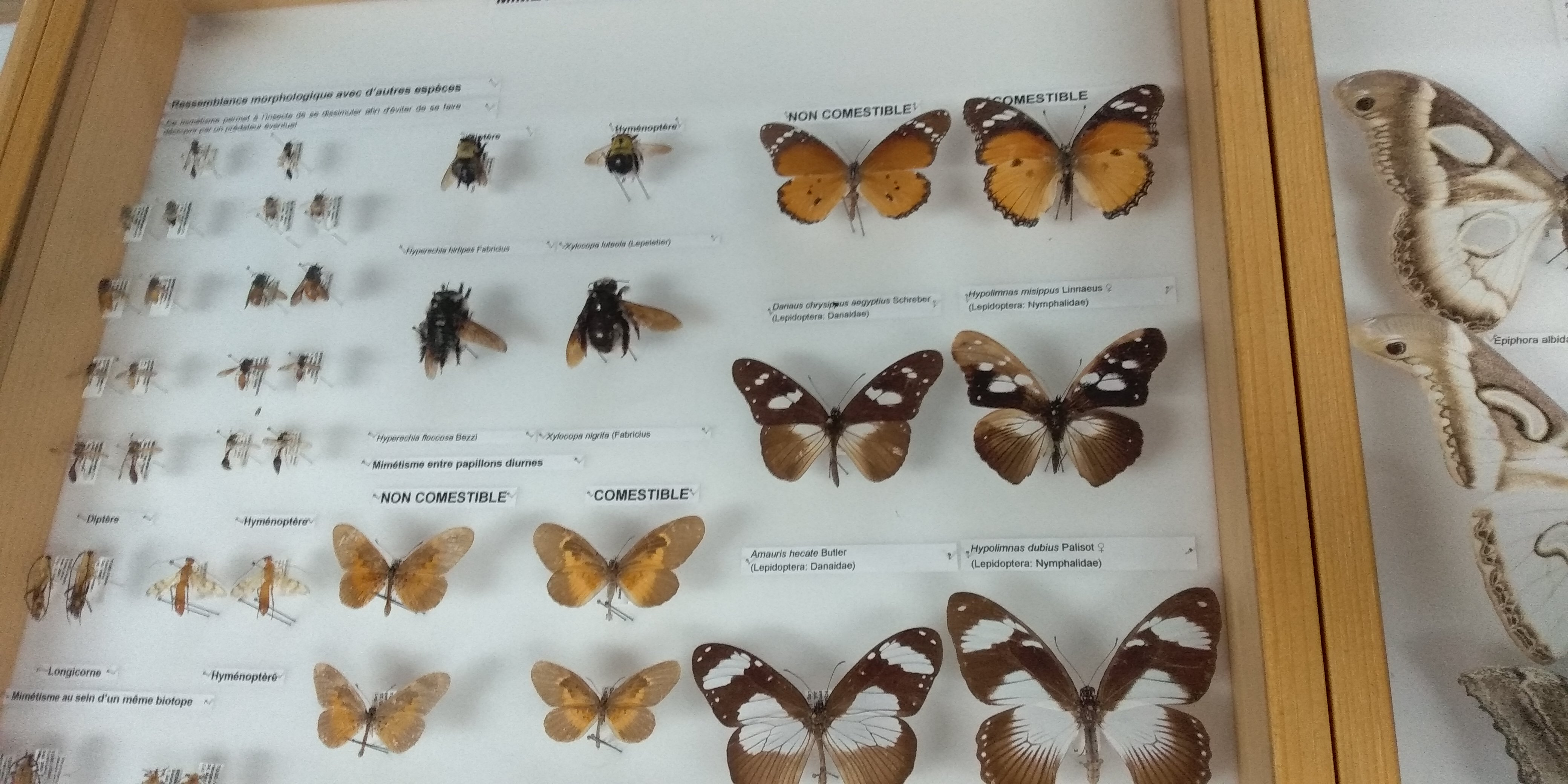
アボメ・カラヴィのIITA博物館の昆虫学コレクション。

本部構内にある湖の周辺の二次林はユニークな生態学的な特徴を持ち、カポック、ミリキア・エクスケルサ、サケラフィアなどの高木が生えている。また、休耕地と実験地の周辺にはサバナも広がる。湖はヒメハイヒヨ、シロボシミツオシエ、ワキアカアフリカヒロハシ、ムネアカモリハタオリなどの水鳥の生息地であり、2024年にラムサール条約に登録された。

## 賞
- 2018年 ：アフリカ食糧賞、アフリカ緑の革命フォーラム賞[2]

## 昆虫学コレクション

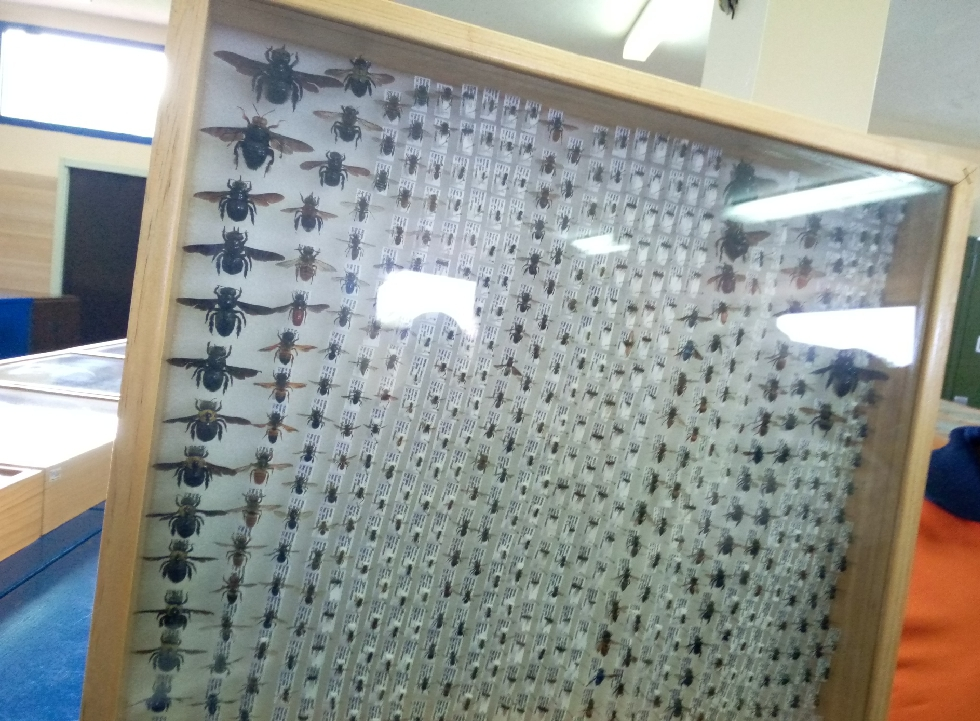
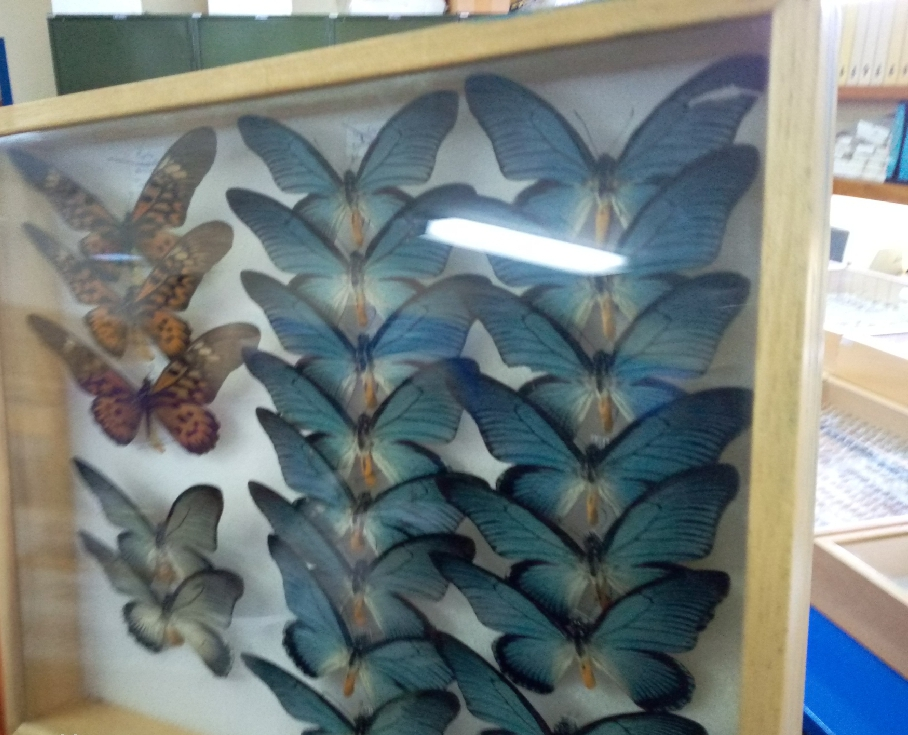
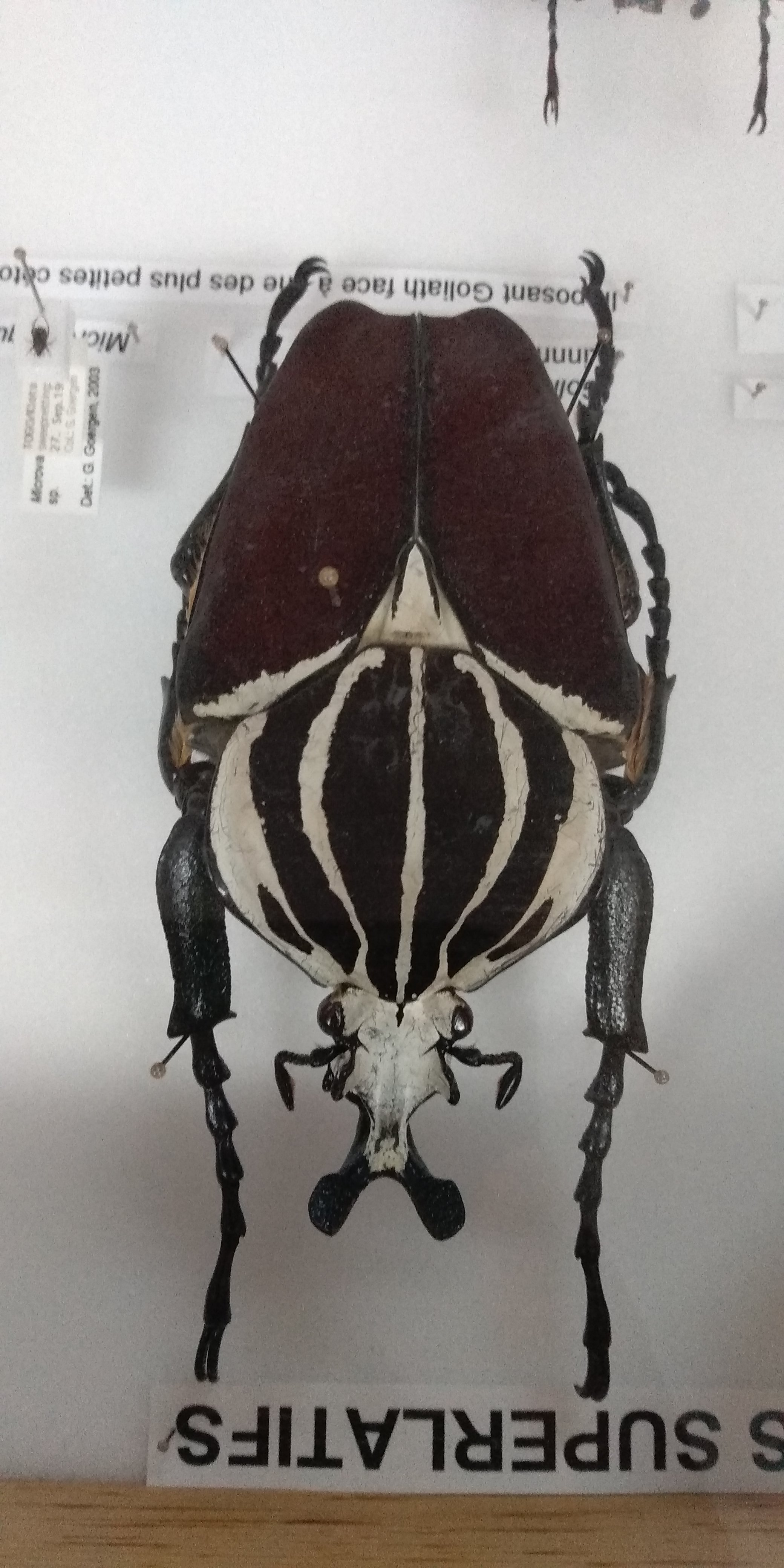
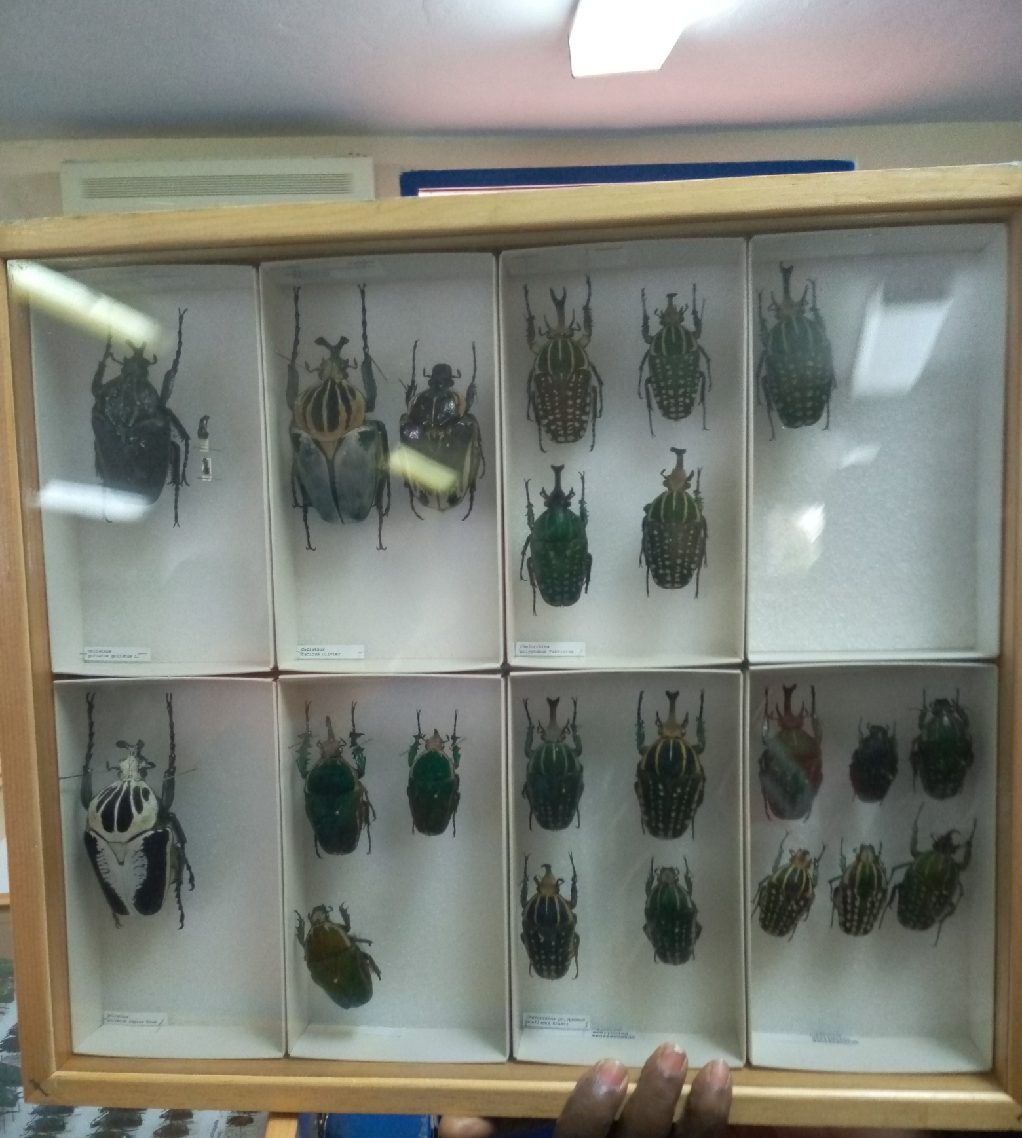

## 関連記事
- アフリカ農業技術財団
- 国際農業研究協議グループ
- 熱帯気候